# ロドニー・デンジャーフィールド
ロドニー・デンジャーフィールド（Rodney Dangerfield、1921年11月22日 - 2004年10月5日）は、アメリカ合衆国ニューヨーク州生まれのコメディアン・俳優・声優である。

## 来歴
1921年にニューヨーク州ロングアイランドのバビロンに生まれる。父親はヴォードヴィリアンだった。19歳のときに“ジャック・ロイ”という芸名でスタンダップ・コメディアンとしてキャリアをスタートさせるも、なかなか芽が開かずウェイターなども兼任。しかしあまりにうまくいかず、家族を養うためにアルミ板のセールスマンへ転身して芸能界を一時はあきらめている。
しばらくはセールスマンとしての仕事を続けていたが、1960年代初頭にやはり夢を捨て切れなかった彼は、“ロドニー・デンジャーフィールド”という芸名で再び活動を再開。そんな時に出演した「エド・サリヴァン・ショー」で人気に火がつき、コメディアンとしての再挑戦は功を奏した。その後も独特なユーモアとハスキーで特徴的な声で数多くのテレビ番組などへ出演してさらに知名度と人気を上げていったデンジャーフィールドは、その後数多くのコメディアンたちに影響を与える大物にまで上り詰める。1969年にはマンハッタンにナイトクラブを買い上げて、そこに立ったコメディアンで有名になった者も少なくない。例としてジェリー・サインフェルド、ロザンヌ・バー、ジム・キャリー、ボブ・サゲットなどがいる。1981年に発売したコメディ・アルバム“No Respect”はグラミー賞においてベスト・コメディ・レコード賞を受賞した。テレビ番組のほかに、映画にも出演しており、代表作として『バック・トゥ・スクール』などがある。
心臓弁手術のため入院していた病院で脳梗塞を起こし、2004年10月5日に死去。2006年にはケーブルチャンネルのコメディ・セントラルにおいて彼を追悼する「Legends: Rodney Dangerfield」というタイトルの特別番組が組まれ、アダム・サンドラー、クリス・ロック、ジェイ・レノをはじめとする大物コメディアンや司会者が彼を追悼した。これまで二度結婚をしており、最初の妻との結婚で息子と娘をそれぞれもうけた。しかしその結婚も離婚に終わり、1993年に再婚を果たした。

## 出演作品

### 映画
- The Projectionist’1971）
- ボールズ・ボールズ Chaddyshack（1980）
- イージーマネー/ 一攫千金 Easy Money（1983）
- バック・トゥ・スクール Back to School（1986）
- 恋のレディ&レディ? Ladybugs（1992）
- ナチュラル・ボーン・キラーズ Natural Born Killers（1994）
- キャスパー Casper（1995）
- キャスパー - 誕生編 - Casper: A Spirited Beginning（1997）
- Meet Wally Sparks（1997）
- The Godson（1998）
- My 5 Wives（2000）
- リトル★ニッキー Little Nicky（2000）
- Back by Midnight（2002）
- The 4th Tenor（2002）
- Angels with Angles（2005）
- The Onion Movie（2008）

### 声の出演
- Rover Dangerfield（1991）
- Rusty: A Dog's Tale（1998）

### テレビアニメ
- ザ・シンプソンズ The Simpsons（1996）

### テレビ番組
- サタデー・ナイト・ライブ Saturday Night Live（1979、1980、1996）
- マッドTV! MADtv（1997、1999）

### アルバム・リリース
- No Respect（1981）